# 暴動天国
暴動天国（ぼうどうてんごく）は、日本の パンク・ロックバンドである。
ナミジンとゴーツちゃちゃまるがDJチーム「ザ・暴動天国」を結成。チーム名はレッド・ツェッペリンの「天国への階段」とTHE CLASHの「白い暴動」を掛け合わせた。"世界一楽しいパンクバンド" を目指し「暴動天国バンド化計画」をスタート。明るく楽しく前向きでハッピーなパンクロックが信条で、ポップなオリジナル曲から、昭和歌謡カバー、世界の有名曲のカバーなどレパートリーとしている。合言葉はENJOY PUNK ROCK。

## 来歴
- 2020年 バンド結成。
  - 8月 ヘッドロックナイト VOL.129 渋谷La.mamaにて初ライブ[2]。

- 2021年
  - 11月 YouTubeチャンネル「暴動天国チャンネル presented by だるまや」開設。“暴動天国”と、東京・池袋のレコード買取/販売店“だるまや”が共同で『音楽を楽しもう！』という主旨のチャンネル。スローガンは「Enjoy music! Stay smile!!」ゲストとして大槻ケンヂ、PANTA、ATSUSHI（ニューロティカ）、MAD大内、国樹由香、リッキー・フジなどが出演。

- 2023年
  - 2月 新宿Crawdaddy Clubにて「ドラマー華織　還暦記念2マンLive！鋼 -HAGANE- VS 暴動天国」[3][4]。
  - 3月「namijin presents HEADROCKNIGHT VOL.145 ナミジン還暦大感謝祭」[5]が、渋谷clubasiaにて開催。暴動天国1stフルアルバム「一生青春」のCDが来場者全員に手渡しでプレゼントされた。出演者は、イリア、中山加奈子、大槻ケンヂ、水戸華之介（ex-アンジー）、ニューロティカ、THE PRIVATES、MAGUMI AND THE BREATHLESS、暴動天国。
  - 7月 19日、 テイチクエンタテインメントより、1stフルアルバム「一生青春」配信リリース[6]。
  - 12月 渋谷La.mamaにて初のワンマンライブ、ヘッドロックナイトVOL.149 「暴動天国史上初のワンマンライブ」[7]

- 2024年
  - 11月 渋谷La.mamaにて、ヘッドロックナイト VOL.152 「暴動天国 二度目のワンマンライブ」[8]

## メンバー
- ナミジン Vo. （NUM42 / NUMBER42[10] / loco hermanos[11]）並木 裕之（なみき ひろゆき）（1963年3月30日-） 東京都世田谷区出身、神奈川県横浜市育ち。 関東学院高等学校卒業。2017年8月、脳梗塞により生死の淵を彷徨うが奇跡的な復活を果たす。DJ としても活動中。2025年3月公開の映画「BUGS Endless Battle Royal」[12] で人生初の役者に挑戦。猫好き。座右の銘は「前進あるのみ」そして「一生青春」。
- ゴーツちゃちゃまる B. （ex- 有頂天）合津 浩則（ごうつ ひろのり）（1966年3月23日-）東京都港区出身。血液型AB型。日本大学鶴ヶ丘高等学校卒業。日本大学経済学部卒業。元有頂天の初代ベーシスト。NPO法人・松戸市民劇団「劇舎」団長。1996年入団。劇舎ネームは劇舎 ナナ（しばいや なな）[13][14]。フュージョングループCASIOPEAのリズム隊による“JIMSAKU” のマネジメントの経験等を経て、NOVELAのボーカリスト五十嵐“ANGIE”久勝率いる A-eyes にベーシストとして加入。Rockと芝居と猫が大好き。
- HIRO G.（remote/あやめにきりぎりす）中 博瑞（なか ひろみず）（1967年3月4日-）帯広市 出身。北海道帯広柏葉高等学校卒業。1980年代後期、原宿歩行者天国、 いかすバンド天国での活動においてremote を故池田貴族と共に結成。1990年 ワーナー・パイオニアよりデビュー。近年もremoteを復活させ活動中。2023年にリリースされた「令和イカ天オムニバスアルバム」に新たな「Never Be!」が収録される。[15]。 タータンチェックの衣装を纏っていたことから「MrタータンチェックHIRO」と紹介されていた[16]。DJとしても活動中。
- カオリ Dr.（ex- カブキロックス）谷中 香織（やなか かおり）（1963年2月15日-）茨城県水戸市出身。千葉県立千葉北高等学校卒業。2002年-2007年までカブキロックスのドラマーとして在籍。Wired[17] 、CYCLONE[18] 、STARS'N STRIPES[19] 、鋼-HAGANE[20] 等のバンドに在籍。2018年8月、ヘッドロックナイト VOL.119 渋谷La.mamaにて、ダムドのカバーバンド 「THE BERLIN」（カオリ（ドラムス）、合津ちゃちゃまる（ベース）、トシゾー（ギター）、 VOODOO （ボーカル））で出演[21][22]。

## 作品

### シングル
|     | リリース   | タイトル                            | 規格         | 発売元                     |
| --- | ---------- | ----------------------------------- | ------------ | -------------------------- |
| 1st | 2024.4.17  | BE WATER MY FRIEND                  | 配信シングル | テイチクエンタテインメント |
| 2nd | 2024.6.19  | LET'S GET SUMMER FUN                | 配信シングル | テイチクエンタテインメント |
| 3rd | 2024.8.21  | THAT'S MY LIFE                      | 配信シングル | テイチクエンタテインメント |
| 4th | 2024.10.16 | 世界の真ん中で                      | 配信シングル | テイチクエンタテインメント |
| 5th | 2024.12.18 | E.M.G. エビバデムーチャスグラシアス | 配信シングル | テイチクエンタテインメント |
| 6th | 2025.2.19  | なんとかなるさ                      | 配信シングル | テイチクエンタテインメント |
| 7th | 2025.5.21  | 勝手にしやがれ                      | 配信シングル | テイチクエンタテインメント |
| 8th | 2025.8.20  | 夢の中へ                            | 配信シングル | テイチクエンタテインメント |

### アルバム
|     | リリース            | タイトル | 規格                          | 発売元                     |
| --- | ------------------- | -------- | ----------------------------- | -------------------------- |
| 1st | 2023.3.26 2023.7.19 | 一生青春 | 12cmCD（非売品） 配信アルバム | テイチクエンタテインメント |